# Tinja-Riikka Korpela
Tinja-Riikka Tellervo Korpela (ur. 5 maja 1986 w Oulu) – fińska piłkarka grająca na pozycji bramkarza w Everton F.C.

## Życie osobiste
Urodziła się 5 maja 1986 w Oulu w sportowej rodzinie. Jej ojciec był piłkarzem, a matka uprawiała pesäpallo. Jej kuzyn Lasse Kukkonen jest hokeistą. Jest lesbijką.

## Kariera klubowa

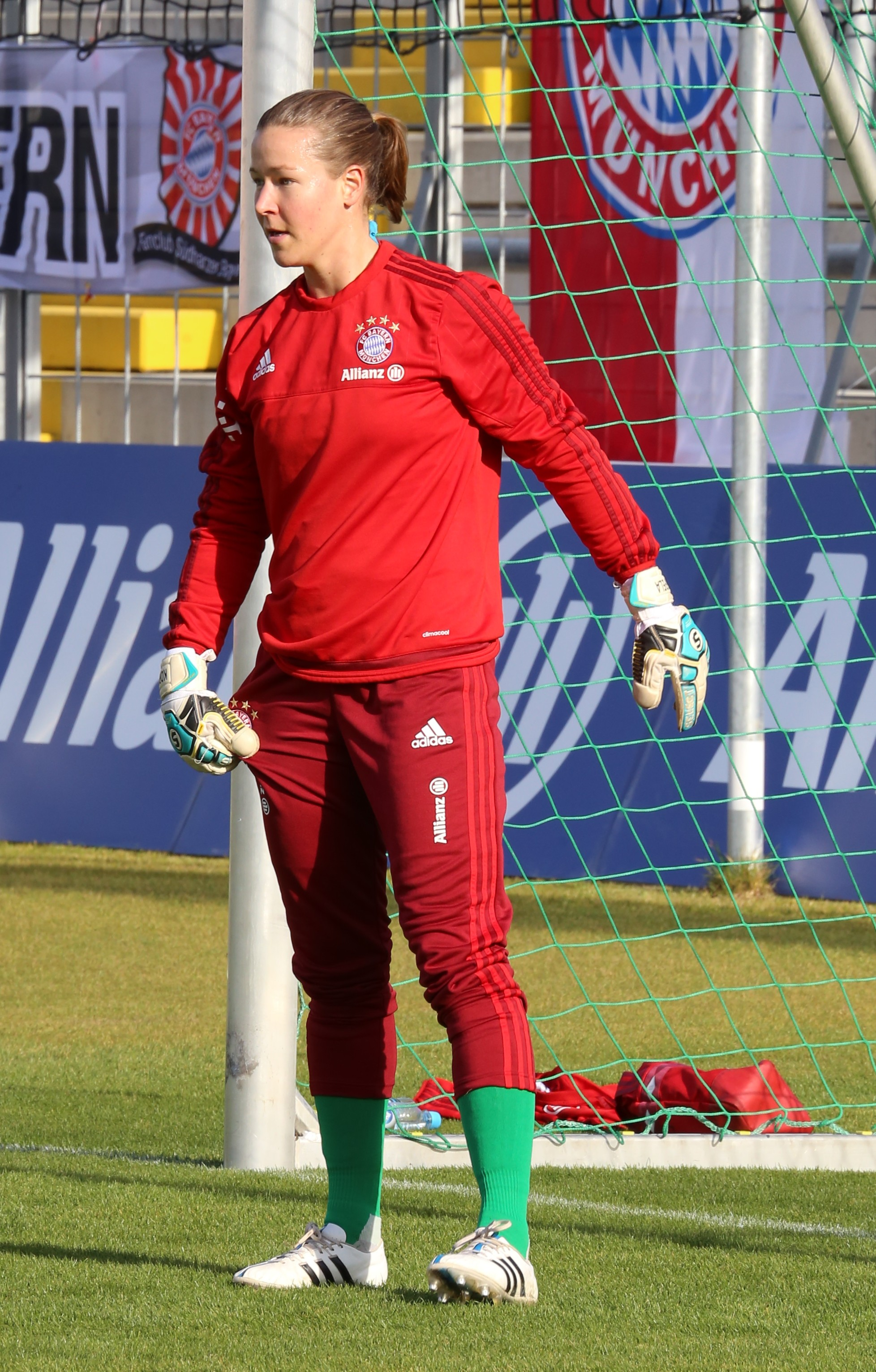
Korpela w 2015 roku

Piłkę nożną zaczęła trenować w wieku 6 lat w OLS Oulu, gdzie przez rok trenowała z chłopcami, ponieważ klub nie prowadził sekcji dziewcząt. Do piętnastego roku życia grała również jako pomocnik. W sezonie 2005 grała w SC Raisio. W styczniu 2006 trafiła do FC Honka, z którym w 2006, 2007 i 2008 zdobywała mistrzostwo kraju, w 2007 doszła do finału pucharu Finlandii, a w 2009 go wygrała. W styczniu 2010 podpisała dwuletni kontrakt z Kolbotn IL. W listopadzie 2011 podpisała dwuletni kontrakt z Lillestrøm SK, z którym w 2012 wywalczyła mistrzostwo Norwegii. W grudniu 2013 przeszła do Tyresö FF, z którym podpisała dwuletni kontrakt. W czerwcu 2014 podpisała dwuletni kontrakt z Bayernem Monachium. W 2015 zdobyła z tym klubem mistrzostwo Niemiec. W lutym 2016 przedłużyła kontrakt z klubem o dwa lata. W lutym 2018 podpisała roczny kontrakt z Vålerenga Fotball, a w listopadzie przedłużyła go o kolejny rok. W lipcu 2019 podpisała roczny kontrakt z Evertonem.

## Kariera reprezentacyjna
W 2006 roku wystąpiła na mistrzostwach świata do lat 20, na których Finki odpadły w fazie grupowej. W dorosłej reprezentacji zadebiutowała 7 marca 2007 w meczu ze Szwecją. Wraz z kadrą grała na mistrzostwach Europy w 2009 i 2013.
W 2013, 2014 i 2015 uznawana najlepszą piłkarką roku w Finlandii. W plebiscycie na najlepszą bramkarkę na świecie roku 2014 zajęła 4. miejsce.